# Nathan Birnbaum
Nathan Birnbaum, född 16 maj 1864 i Wien, Österrike och död 2 april 1937 i Scheveningen, Nederländerna, var en österrikisk judisk författare och skrev under pseudonymen Mathias Acher.
Birnbaum föddes i Galizien och blev juris doktor i Wien. Han grundade 1882 under inverkan av den nyjudiske nationalisten Perez Smolensky den national-judiska studentföreningen Kadimah i Wien. Birnbaum utgav från 1885 veckotidskriften Selbstemancipation och 1893 en broschyr om judendomens nationella pånyttfödelse. 1905 bekämpade han Theodor Herzls Palestinapolitik i Zur Kritik des politischen und kulturellen Zionismus. Senare hängav han sig åt religiöst tänkande och anslöt sig till den ortodoxa judendomens världsorganisation, Agudas Jisroel. Birnbaum formulerade 1918 sin religiösa världsåskådning i Gottes Volk, och sin omvändelse skildrade han i boken Um die Ewigkeit (1920). Han såg judendomens livsuppgift i Torans bevarande och fordrade bibehållandet av nedärvda riter och kulturformer. En volym av Birnbaums arbeten, Ausgewählte Schriften zur jüdischen Frage utgavs 1910 i två band.